# Euphorbia bergii
Euphorbia bergii ist eine Pflanzenart aus der Gattung Wolfsmilch (Euphorbia) in der Familie der Wolfsmilchgewächse (Euphorbiaceae).

## Beschreibung
Die sukkulente Euphorbia bergii bildet kleine Sträucher mit geschwollenen Wurzeln aus, die in den Haupttrieb übergehen. Der Haupttrieb wird etwa 15 Zentimeter hoch und bildet viele Verzweigungen aus. Mit der weiteren Verzweigung bildet sich ein verkehrt konischen Sprosshaufen bis 25 Zentimeter Durchmesser aus. Die einzelnen Zweige werden bis 15 Zentimeter lang und etwa 12 Millimeter dick. Sie sind mit Feldern aus etwas hervorstehenden, 5 Millimeter langen und 1,2 Millimeter breiten Warzen gemustert. Die linealischen Blätter werden 6 Millimeter lang und sind kurzlebig.
Es werden einzelne Cyathien zu jeweils 3 bis 5 Stück an den Spitzen der Zweige ausgebildet, die an 4 bis 17 Millimeter langen Blütenstandstielen stehen, an denen wiederum etwa viele kleine, langlebige Tragblätter vorhanden sind. Die Cyathien werden etwa 6 Millimeter groß. Die einzeln stehenden Nektardrüsen besitzen am Rand zwei bis vier kurze, zurückgebogene Anhängsel. Der Fruchtknoten ist sitzend und nur mit wenigen Haaren besetzt. Über die Früchte und den Samen ist nichts bekannt.

## Verbreitung und Systematik
Euphorbia bergii ist in Südafrika im Südwesten der Provinz Freistaat und im Osten von Nordkap sowie im Südwesten Botswanas verbreitet.
Euphorbia bergii gehört zur Sektion Anthacanthae der Untergattung Athymalus. Die Erstbeschreibung der Art erfolgte 1941 durch Alain Campbell White, Robert Allen Dyer und Boyd Lincoln Sloane.
Peter V. Bruyns behandelte die Art 2012 als Synonym von Euphorbia davyi.